# رسول كربكندي
رسول كربكندي (بالفارسية: رسول کربکندی) واسمه الكامل: محمد رضا رسول كربكندي، من مواليد 27 يناير 1953م، وهو حارس مرمى إيراني سابق، يعمل حالياً مدرباً لأحد الفرق الإيرانية، كان الحارس رسول كربكندي شارك مع زملائه في نهائيات كأس العالم التي استضافته الأرجنتين سنة 1978م.

## مصدر
1. ↑  1978 FIFA World Cup: Iran Squad FIFA. Retrieved 5 February 2010. نسخة محفوظة 18 سبتمبر 2016 على موقع واي باك مشين.

## وصلات خارجية
- رسول كربكندي على موقع الاتحاد الدولي (مؤرشف)  (الإنجليزية)
- رسول كربكندي على موقع قاعدة بيانات كرة القدم.إي يو (الإنجليزية)
- رسول كربكندي على موقع ناشيونال فوتبول تيمز (الإنجليزية)
- رسول كربكندي على موقع عالم كرة القدم.نت (الإنجليزية)
- صفحة اللاعب رسول كربكندي
- Profil na fifa.com
- صفحة اللاعب رسول كربكندي في موقع كالشيو دوت كوم